# حمله جراحی
حمله جراحی (انگلیسی: surgical strike) یک حمله نظامی است که هدف از آن این است که در آن تنها هدف مشروع نظامی مورد نظر آسیب ببیند و خسارات جانبی به ساختمان‌های اطراف، اتومبیل‌ها و زیرساخت‌ها و وسایل عمومی اندک یا صفر باشد.